# Gakuto Kondō
Gakuto Kondō (japanisch 近藤 岳登 Kondō Gakuto; * 10. Februar 1981 in der Präfektur Aichi) ist ein japanischer Fußballspieler.

## Karriere
Kondō erlernte das Fußballspielen in der Universitätsmannschaft der Biwako Seikei Sport College. Seinen ersten Vertrag unterschrieb er 2007 bei Vissel Kobe. Der Verein spielte in der höchsten Liga des Landes, der J1 League. Für den Verein absolvierte er 35 Erstligaspiele. 2013 wechselte er zum Zweitligisten Mito HollyHock. Für den Verein absolvierte er 13 Ligaspiele. 2014 wechselte er zu FC Osaka. Ende 2017 beendete er seine Karriere als Fußballspieler.